# Augustin Duda
Augustin Duda (20. prosince 1911 Staré Hamry – 5. listopadu 1944 Dunkerk) byl český příslušník Československé samostatné obrněné brigády.

## Život

### Před druhou světovou válkou
Augustin Duda se narodil 20. prosince 1911 ve Starých Hamrech v Moravskoslezských Beskydech. Vychodil tři ročníky měšťanské školy a dva ročníky školy pokračovací. Živil se jako číšník. Mezi lety 1931 a 1933 absolvoval prezenční vojenskou službu u Horského praporu 2 v Dolním Kubíně, kde dosáhl hodnosti desátníka. V letech 1937 a 1938 absolvoval další vojenská cvičení.

### Druhá světová válka
Po německé okupaci v březnu 1939 opustil Augustin Duda Protektorát Čechy a Morava a 25. srpna téhož roku se v Krakově přihlásil do zde vznikající československé zahraniční jednotky. Po pádu Polska v září 1939 padl do sovětské internace. Po propuštění vyjednaném československou vládou se společně s dalšími přesunul do Sýrie, kde byl zařazen do Československého pěšího praporu 11 – Východního, se kterým se v roce 1941 zúčastnil bojů u Tobruku. Po přesunu jednotky do Spojeného království a včlenění do Československé samostatné obrněné brigády vzniklé k 1. září 1943 byl zařazen k motorizovaného praporu. V roce 1944 byl i s jednotkou odvelen do Francie, kde se brigáda účastnila obléhání Dunkerku. Zde 5. listopadu 1944 během útoku padl. Pohřben byl na vojenském hřbitově v Adinkerke.